# Peridroma selenias
Peridroma selenias är en fjärilsart som beskrevs av Edward Meyrick 1899. Peridroma selenias ingår i släktet Peridroma och familjen nattflyn. Inga underarter finns listade i Catalogue of Life.